# Fortimesus zuluensis
Fortimesus zuluensis är en kräftdjursart som först beskrevs av Brian Frederick Kensley 1984.  Fortimesus zuluensis ingår i släktet Fortimesus och familjen Ischnomesidae. Inga underarter finns listade i Catalogue of Life.